# Tabanus rubiginosus
Tabanus rubiginosus är en tvåvingeart som beskrevs av Walker 1850. Tabanus rubiginosus ingår i släktet Tabanus och familjen bromsar. Inga underarter finns listade i Catalogue of Life.